# Joaquín Torres García

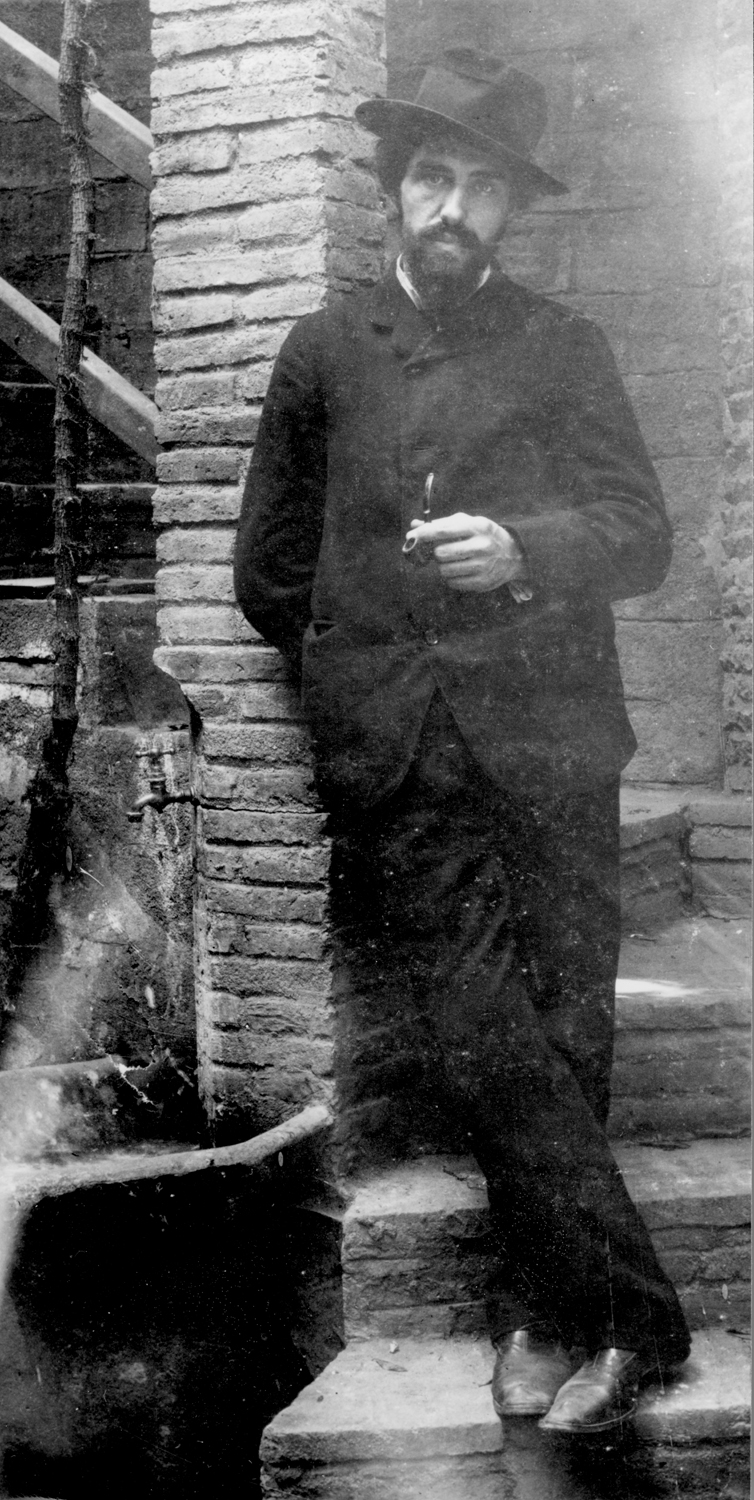
Joaquín Torres García an der Sagrada Família in Barcelona im Jahr 1903

Joaquín Torres García (* 28. Juli 1874 in Montevideo, Uruguay; † 8. August 1949 ebenda; auch Joaquín Torres-García) war ein uruguayisch-spanischer Maler.

## Leben
Gut die Hälfte seines Lebens verbrachte Joaquín Torres García außerhalb seines Heimatlandes Uruguay. 1891 wanderte der 17-Jährige mit der Familie in die katalanische Heimat des Vaters aus. Seine künstlerische Ausbildung erhielt er an der Escuela Oficial de Bellas Artes de Barcelona (Llotja). In dieser Stadt lebte er auch von 1892 bis 1914. Von 1897 an arbeitete er als Illustrator für religiöse Zeitschriften wie der Revista Popular und verschiedener Bücher. Die Zeichnungen der nächsten Jahre weisen einen von Henri de Toulouse-Lautrec geprägten Stil auf. Er erhielt Aufträge für Wand- und Fensterbilder in Kirchen, anderen öffentlichen Gebäuden und den uruguayischen Pavillon auf der Weltausstellung in Brüssel 1910. Im Jahr 1909 heiratete er Manolita Piña de Rubíes, mit der er vier Kinder hatte.
1920 zog er für zwei Jahre nach New York und kehrte anschließend wieder nach Europa zurück, wo er zunächst in Italien lebte. Von dort ging er 1924 nach Frankreich. Bis 1926 lebte Torres García in Villefranche-sur-Mer in der Nähe von Nizza, dann in Paris. In der französischen Hauptstadt teilte er sich mit Jean Hélion ein Atelier und gründete 1930 mit unter anderem Michel Seuphor, Piet Mondrian, Hans Arp, Le Corbusier die Gruppe Cercle et Carré. In dieser Zeit begann er sich für prähistorische, primitive und präkolumbische Kunst zu interessieren und entwickelte seinen Universalismo Constructivo. Ein Beispiel aus dieser Zeit ist sein Gemälde Estructure avec forme T aus 1930. Finanziell immer mehr unter Druck geraten verließ er 1932 Paris und ging nach Madrid.

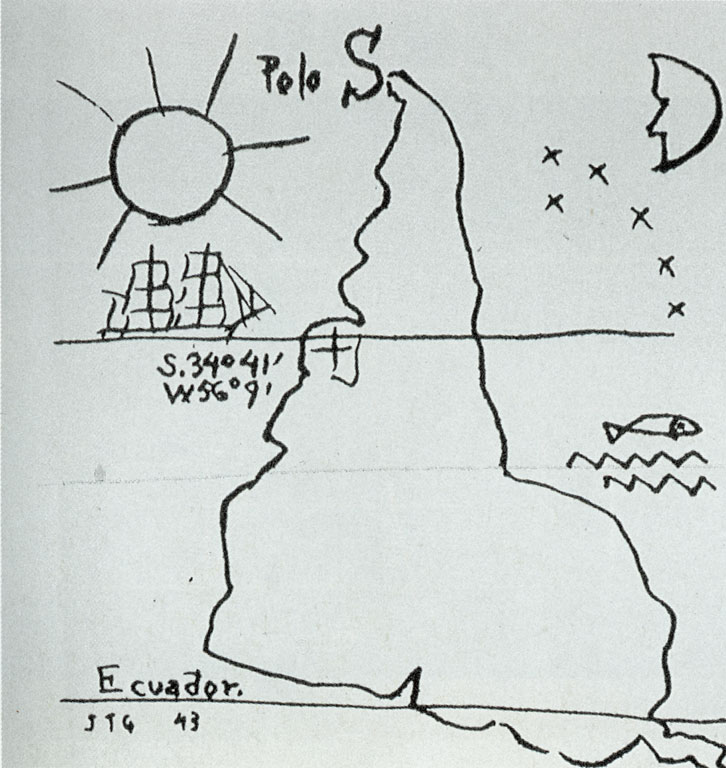
América invertida, von Joaquín Torres García

Von dort kehrte er 1934, nach 43 Jahren der Abwesenheit, in seine südamerikanische Heimat zurück. In Montevideo gründete Torres García die Asociacíon de Arte Constructivo (AAC), gab Zeichenunterricht und widmete sich der Verbreitung seiner künstlerisch-ästhetischen Theorie einer spezifisch lateinamerikanischen Kunst. Aus dieser Zeit stammen sein bemaltes Objecto construido aus Holz (1938) mit den Ausmaßen 87 × 11 cm sowie seine Gedanken zur Esucuela del Sur. Für letzteres steht emblematisch die von Torres García gestaltete Landkarte América invertida (1935), auf der der südamerikanische Kontinent entgegen den Konventionen mit dem Süden oben und dem Norden unten abgebildet ist. Torres García drückte damit ein autonomes Selbstbewusstsein südamerikanischer Kunst aus.

## Werk

### Garcías Fresken in Barcelona
In Barcelona schuf Joaquín Torres García die Fresken des Salón Sant Jordi (Heiligen-Georg-Saales) im Palast der Generalitat (Selbstverwaltungsbehörden) von Katalonien. Beauftragt dazu wurde er 1908 vom damaligen Präsidenten der Diputación de Barcelona und Spiritus rector der katalanischen Autonomie-Bestrebungen Enric Prat de la Riba.

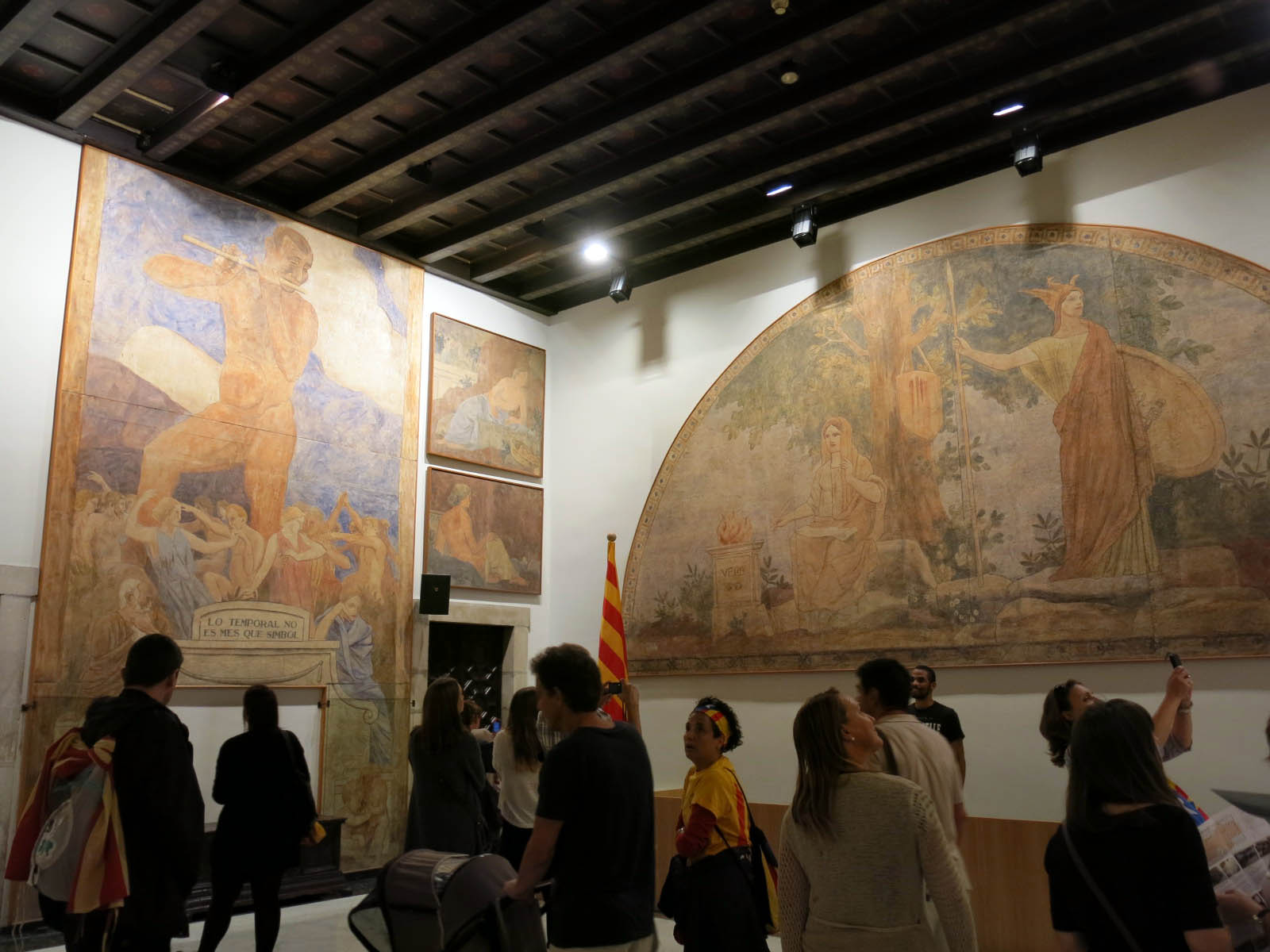
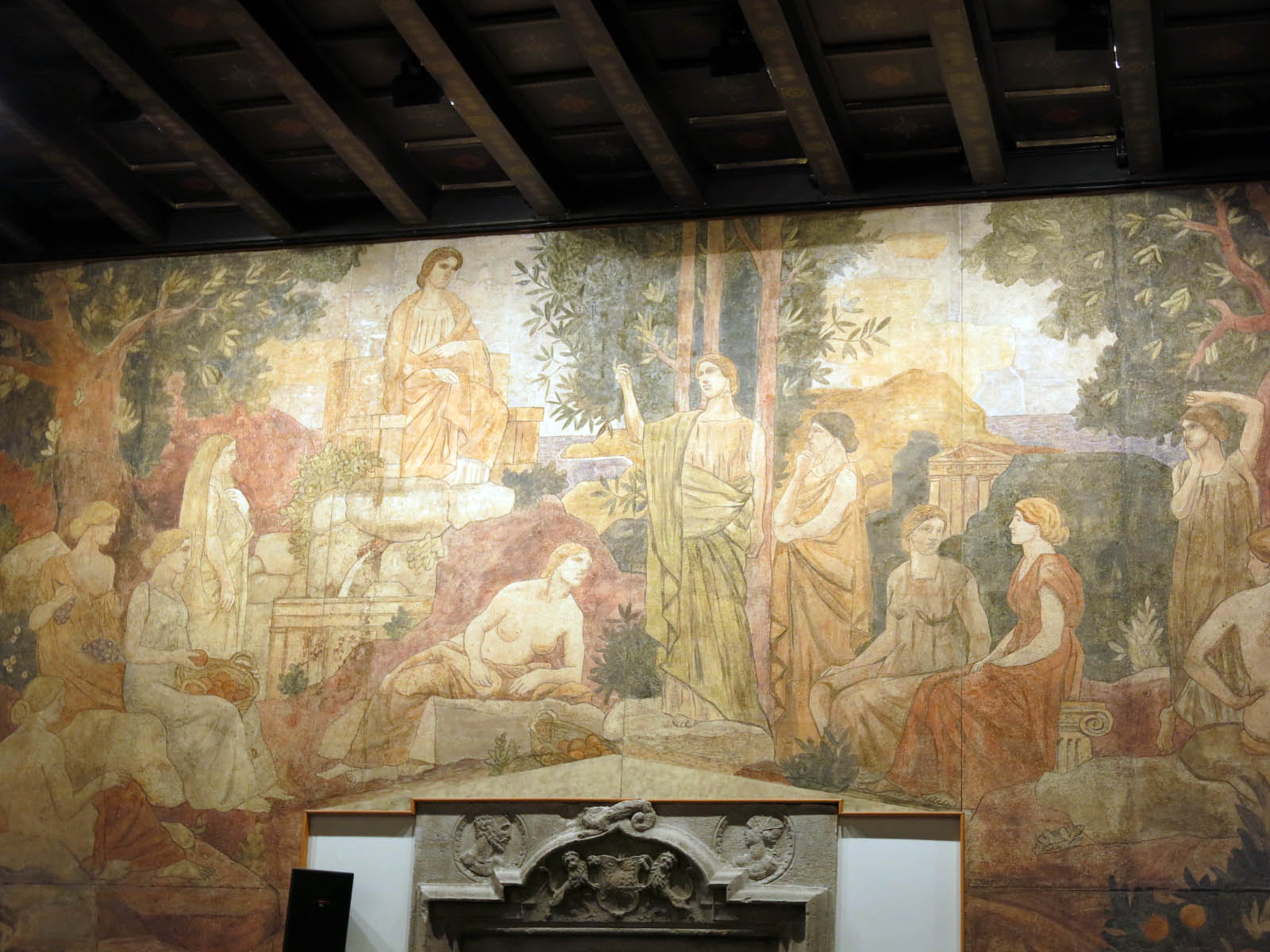
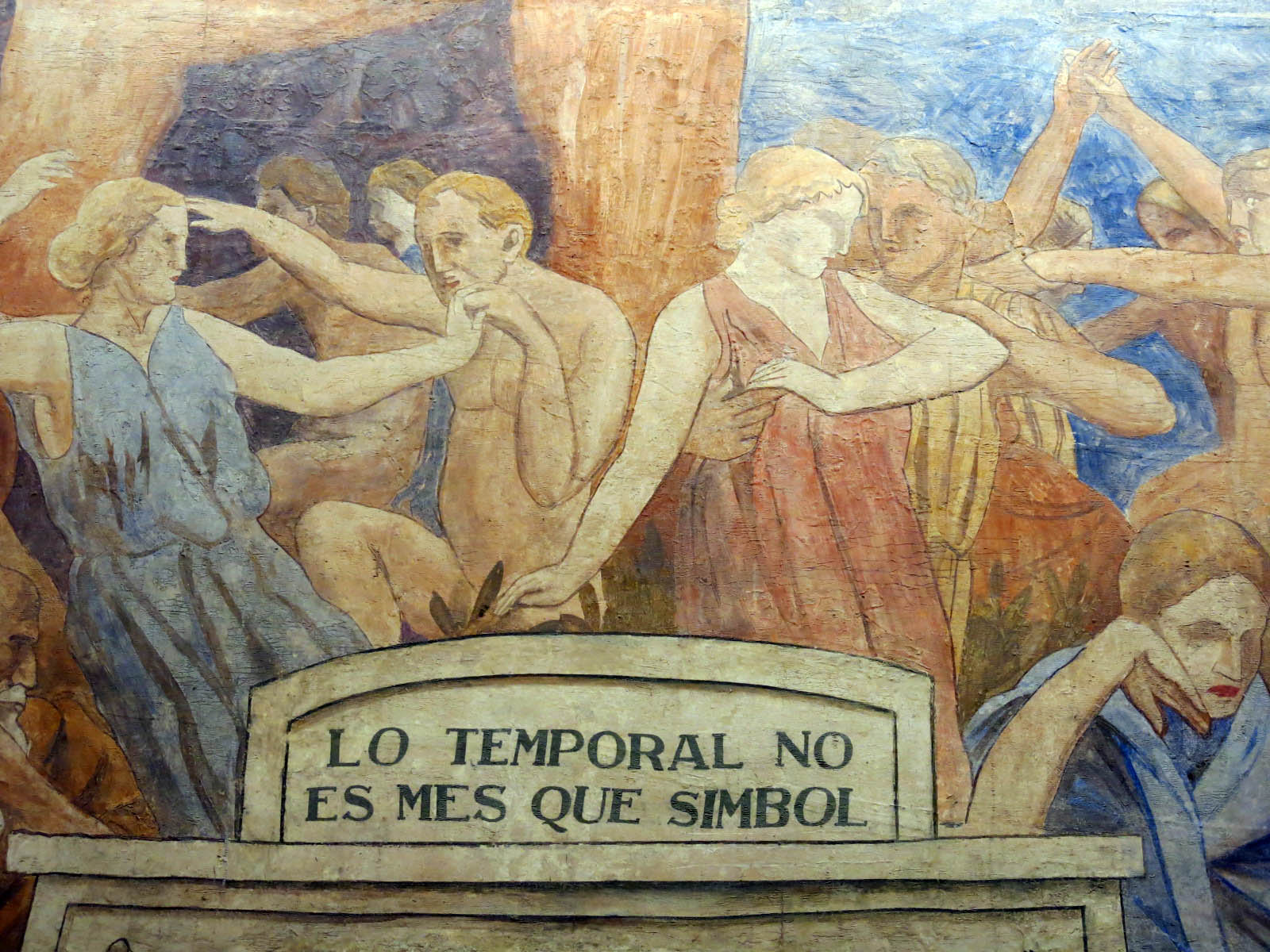
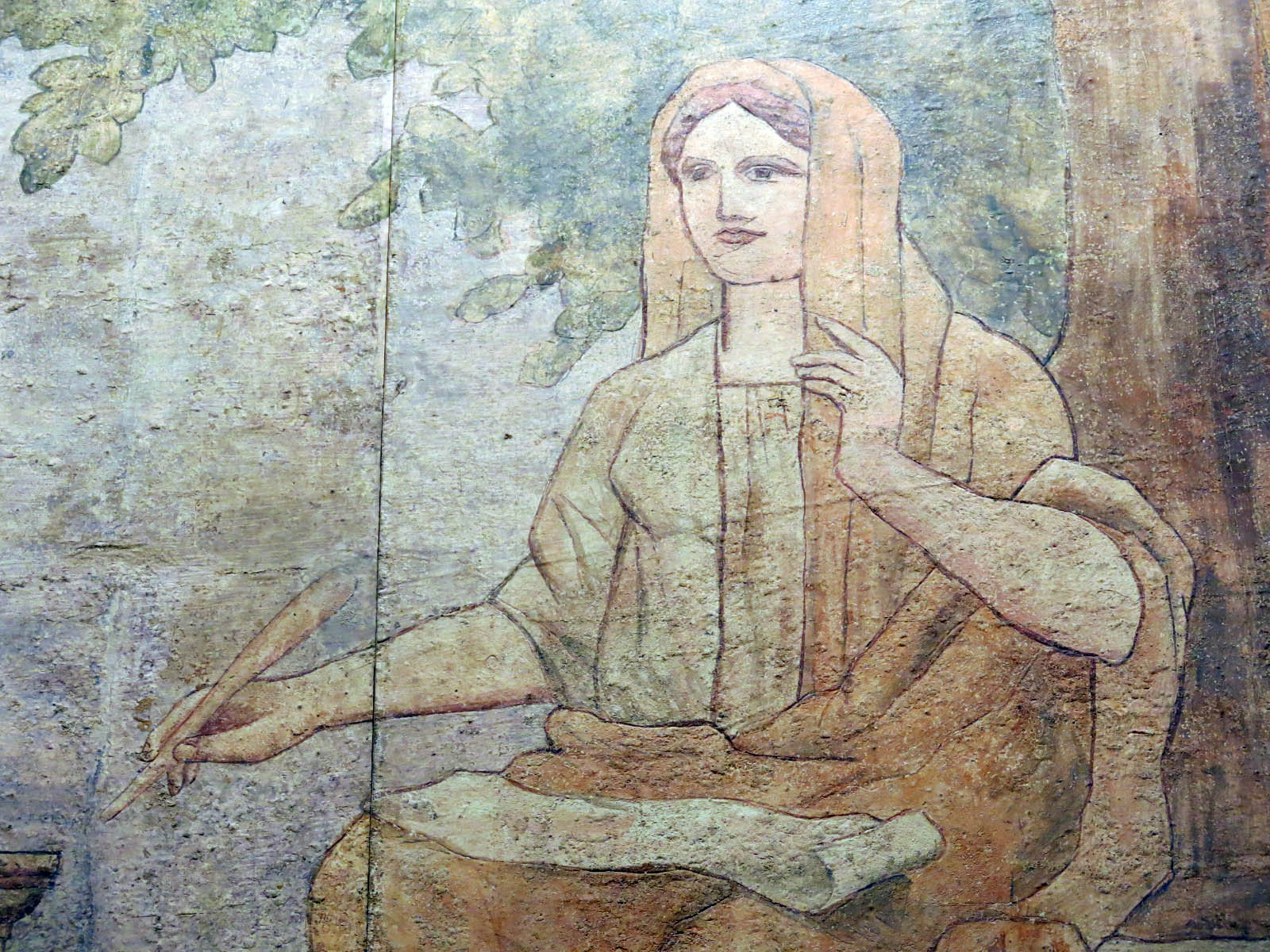
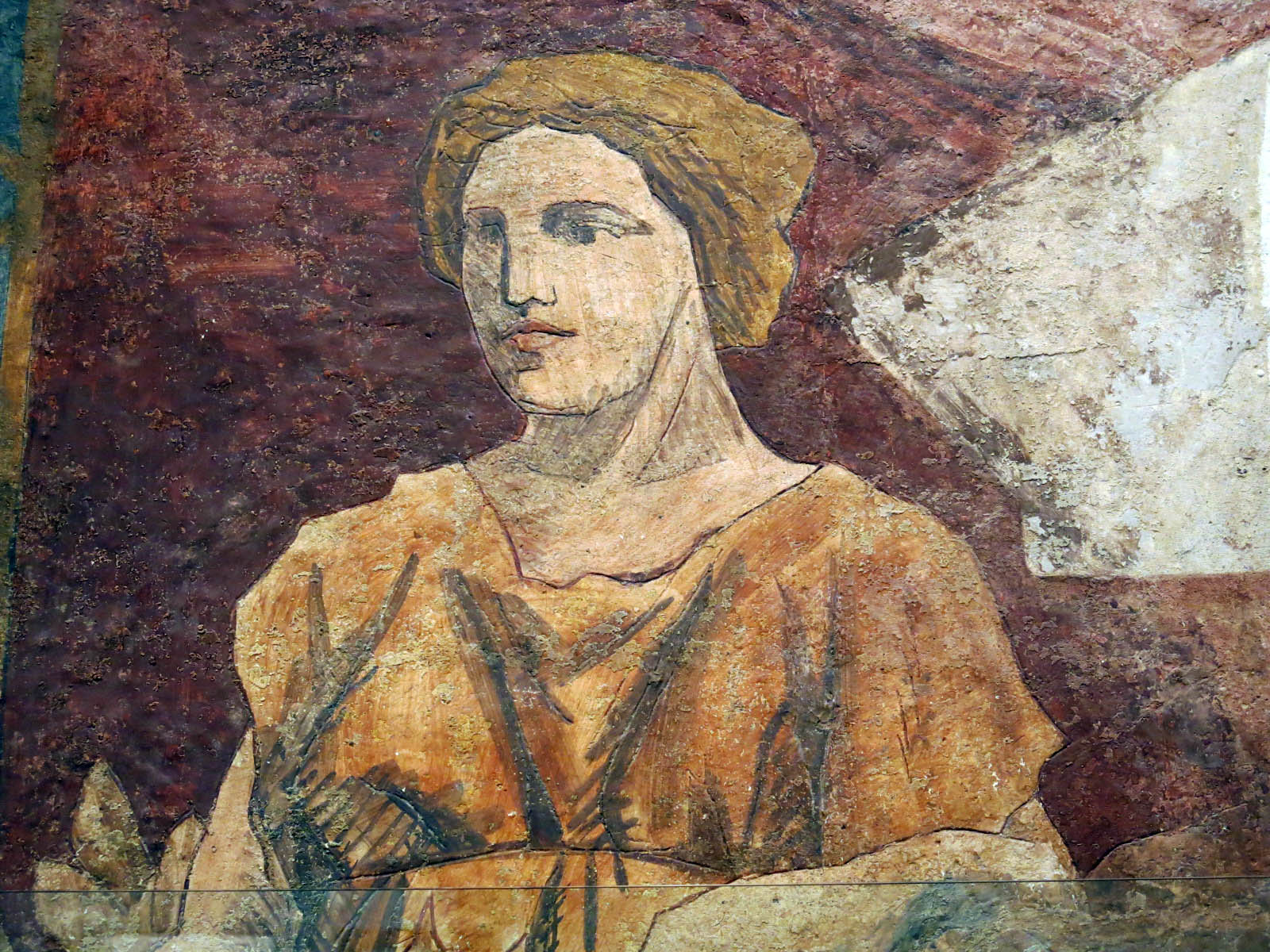
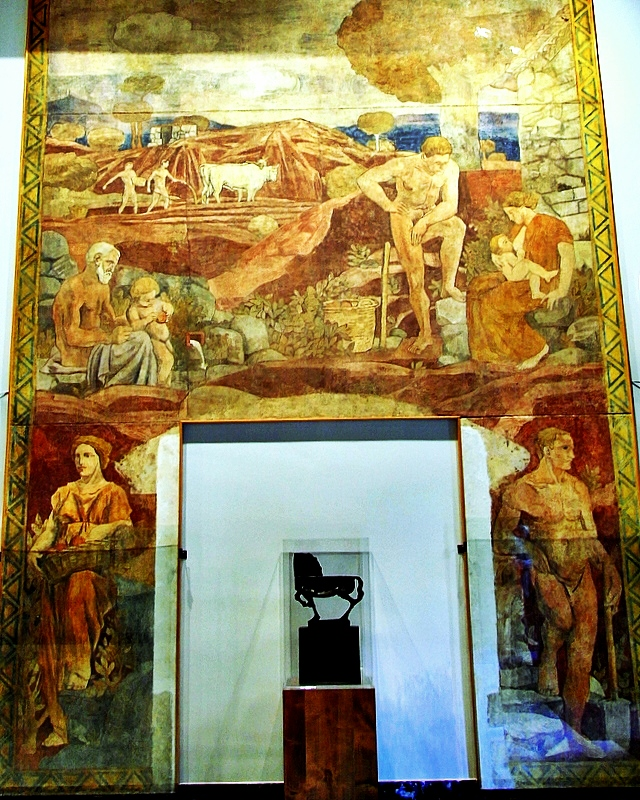

### Poemes en ondes hertzianes 1919
Illustrationen von Joaquin Torres-Garcia.

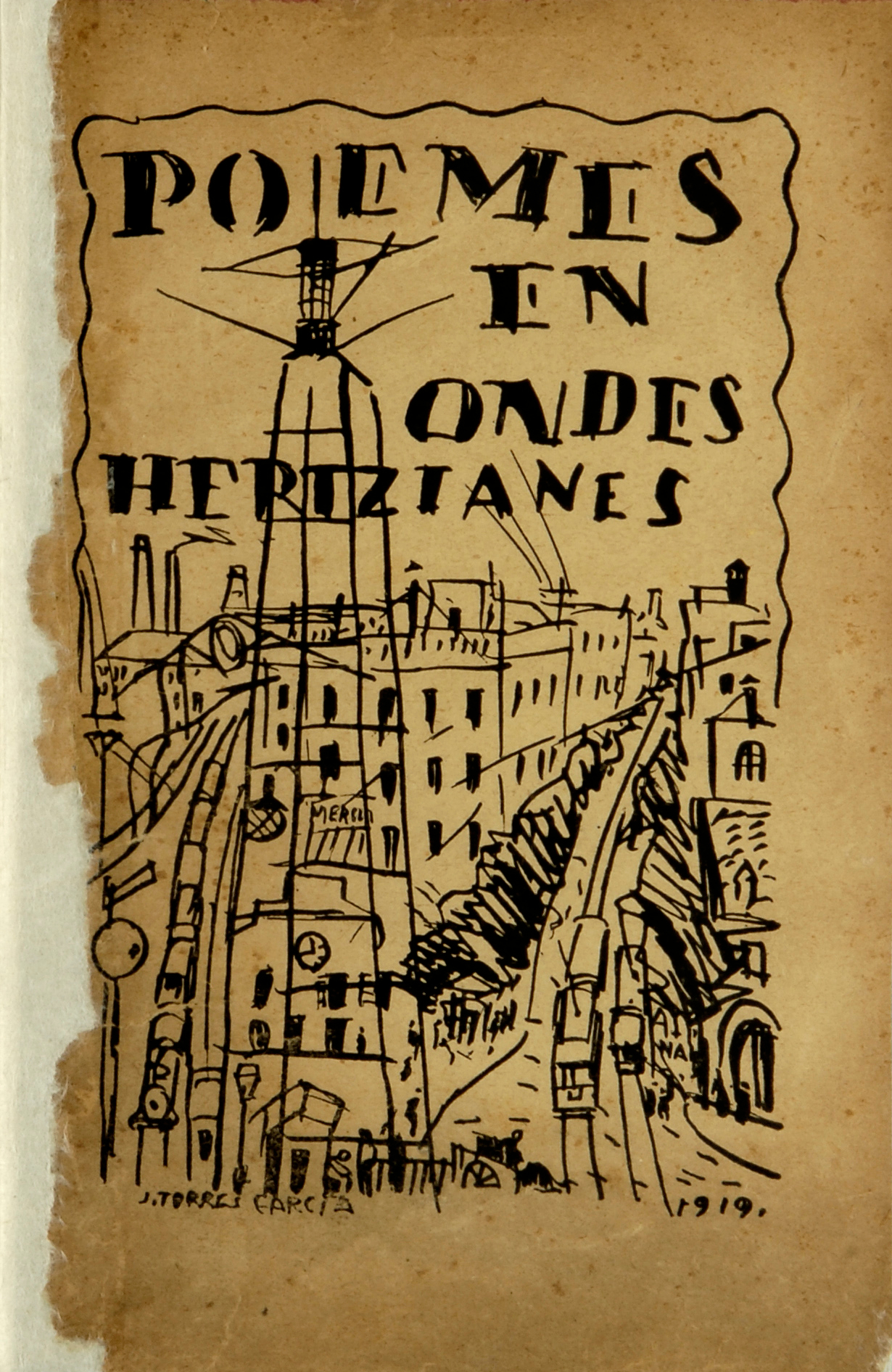
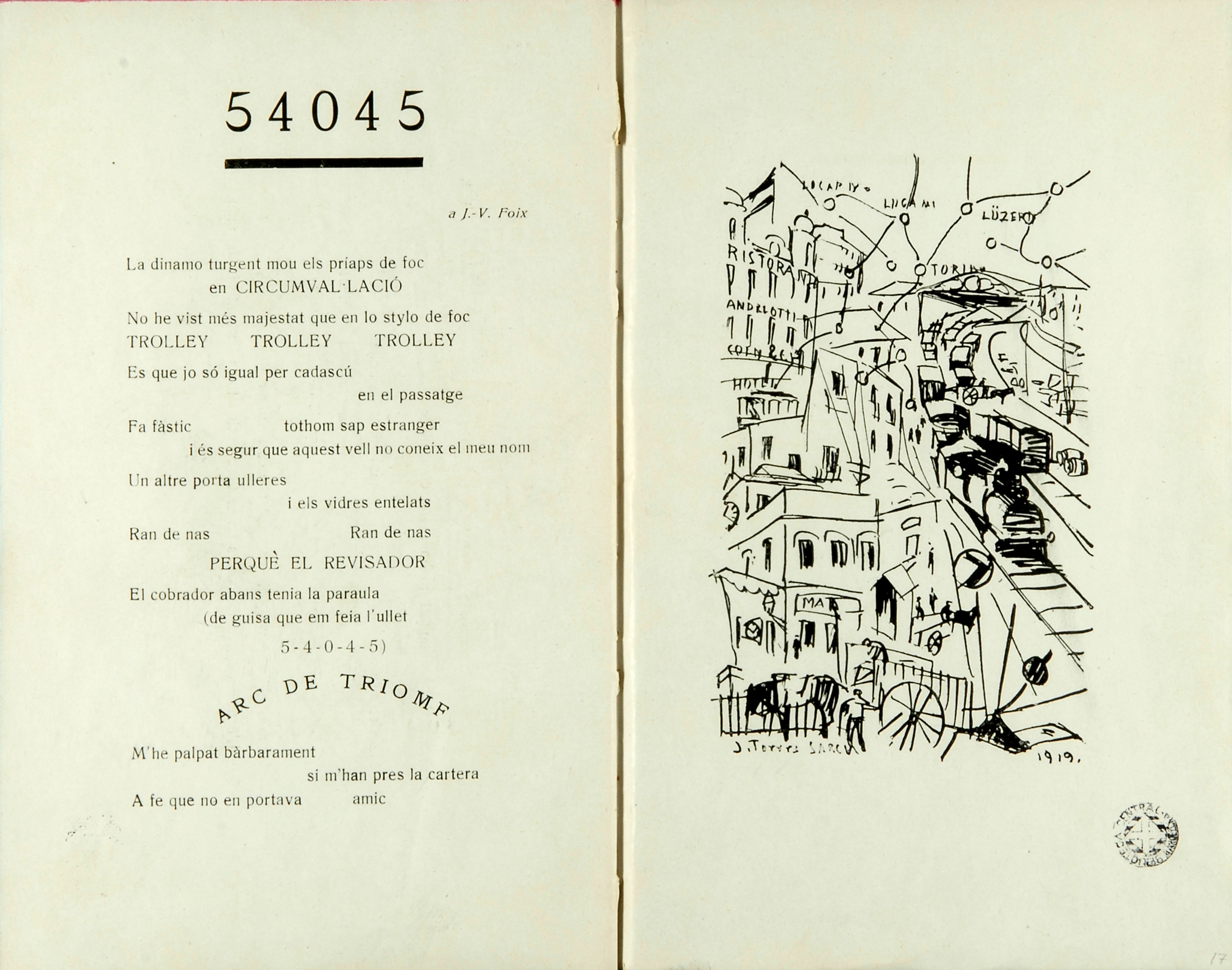
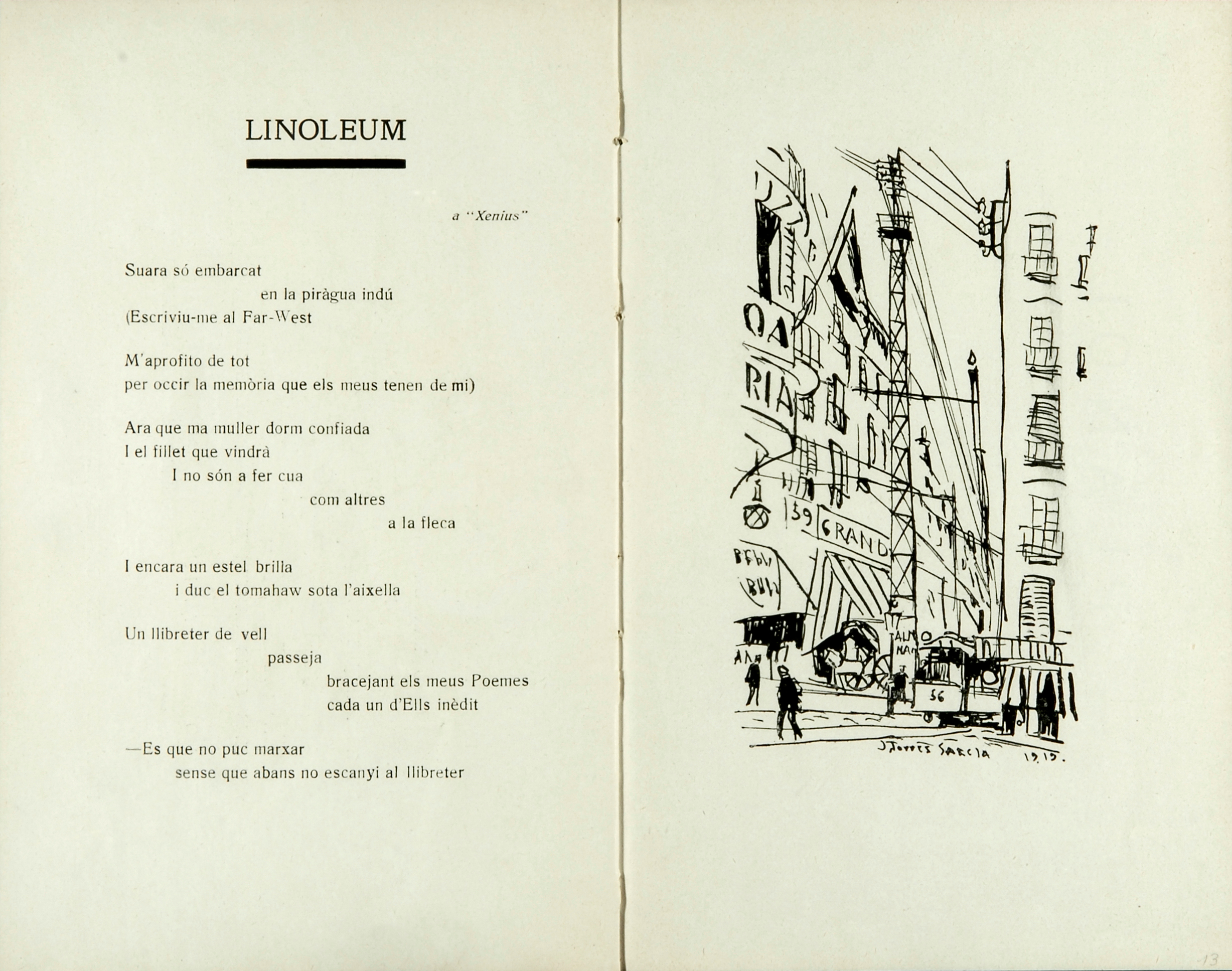
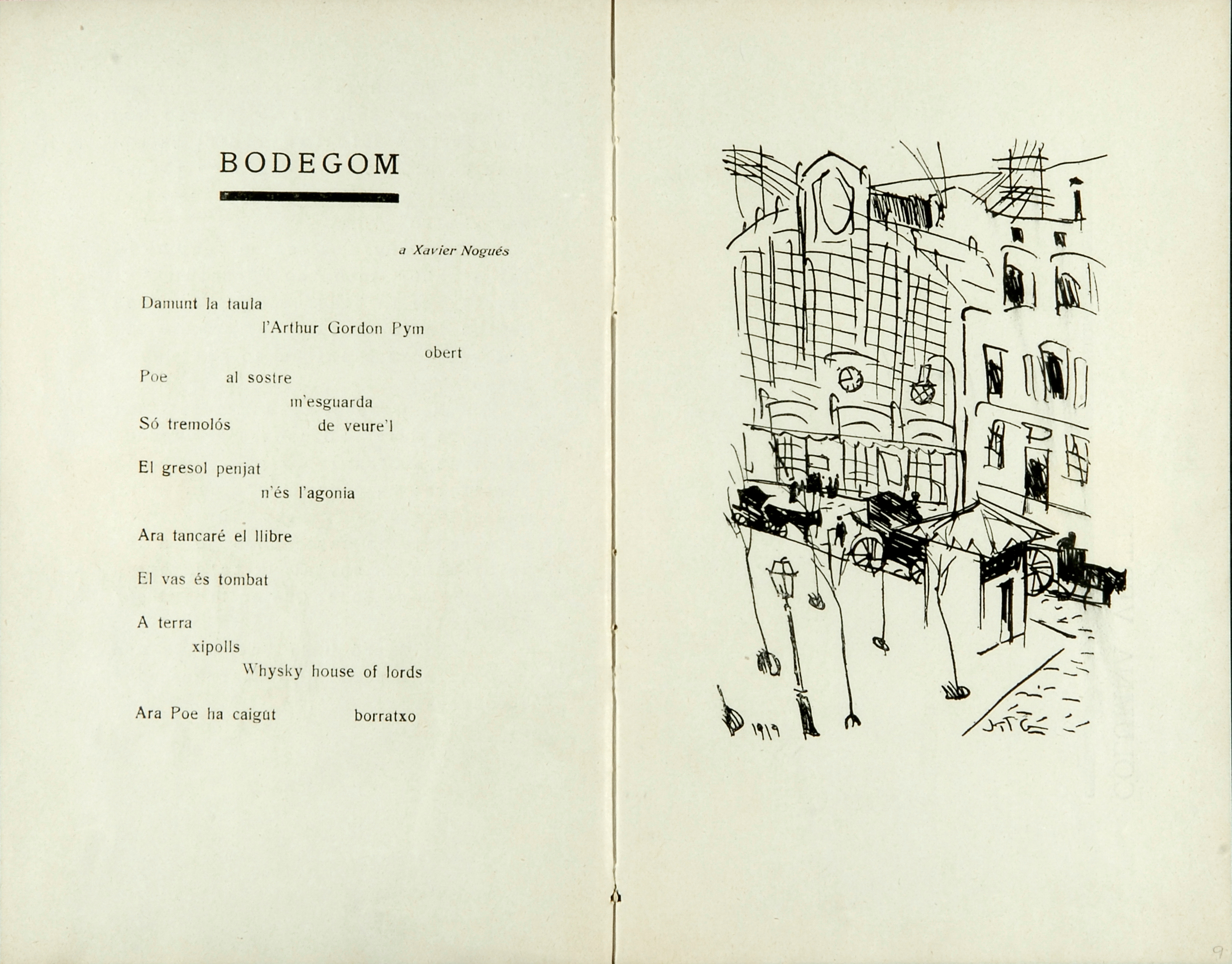
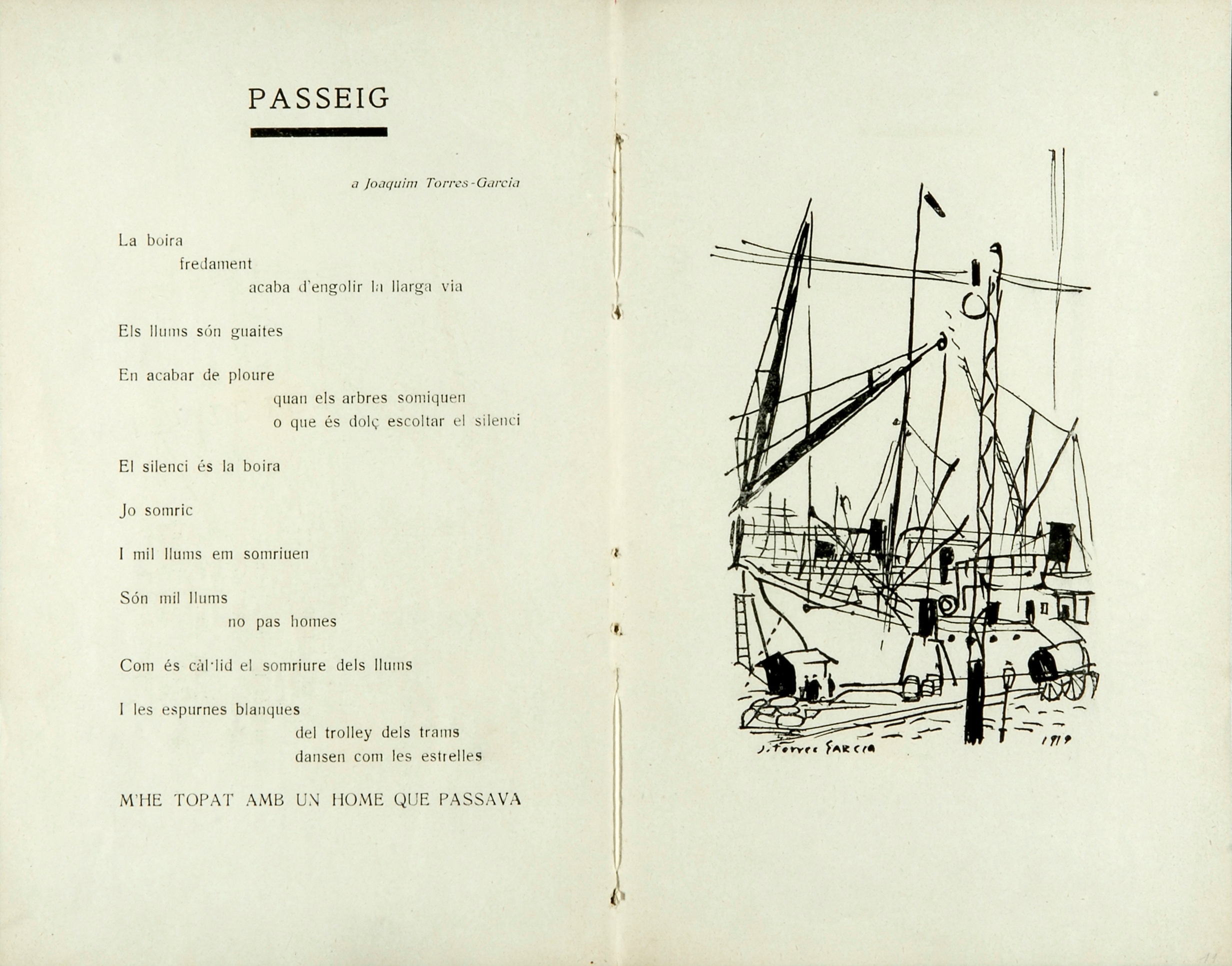
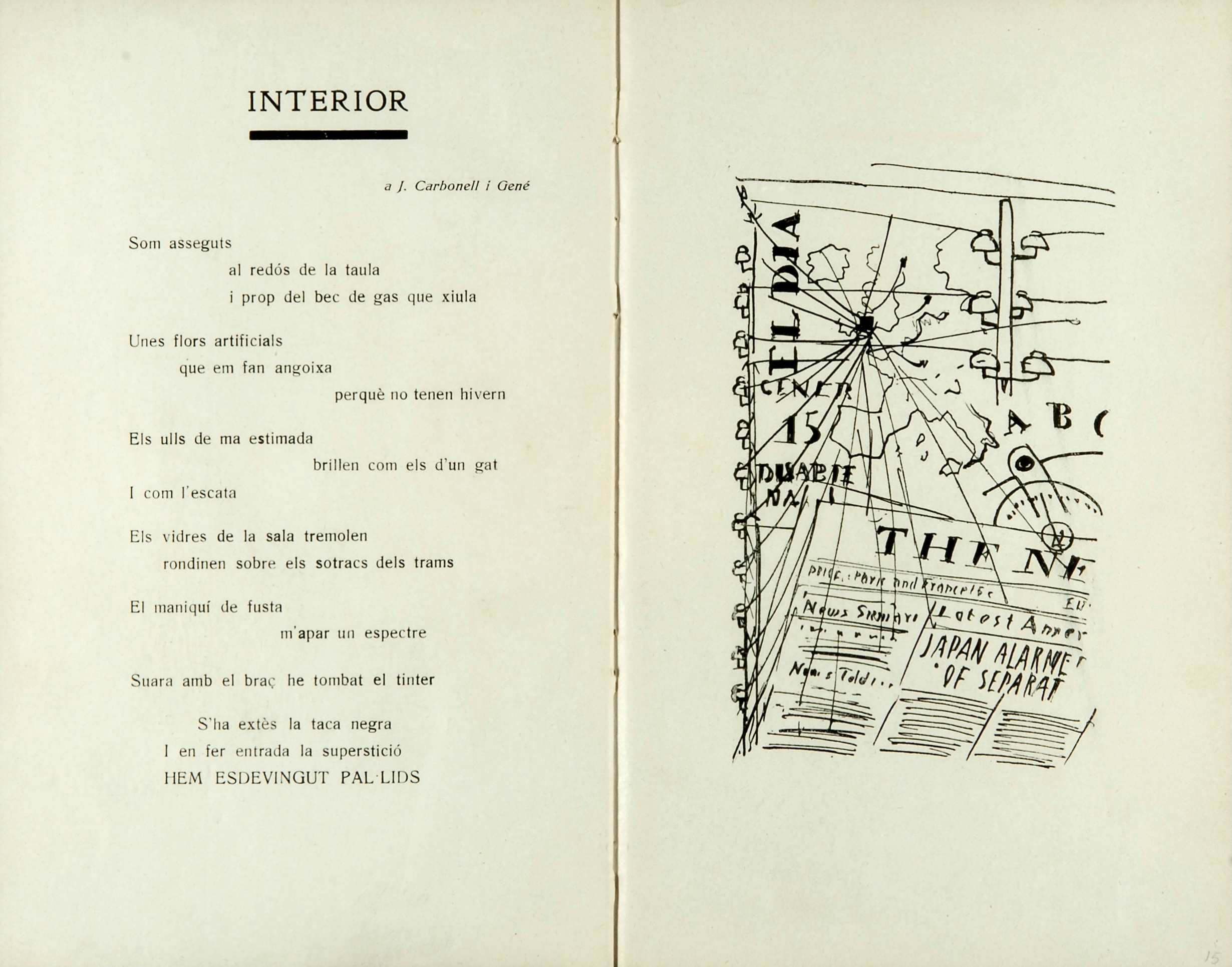

## Ausstellungen
- 1921 Withney Studio Club, New York
- 1933 Museo de Arte Moderno, Madrid
- postume Ausstellungen finden in Argentinien, Frankreich, den Niederlanden, Uruguay, Kanada, den USA, England, Spanien und anderen Ländern statt

## Nachwirken
1988 wurde in Montevideo das Künstlermuseum Museo Torres García eröffnet.